# Hemisphragia carinata
Hemisphragia carinata är en stekelart som först beskrevs av André Seyrig 1952.  Hemisphragia carinata ingår i släktet Hemisphragia och familjen brokparasitsteklar. Inga underarter finns listade i Catalogue of Life.